# Årslev
Årslev is een plaats en voormalige gemeente in Denemarken. De gemeente was deel van de voormalige provincie Funen. Sinds 2007 is de plaats deel van de gemeente Faaborg-Midtfyn in de regio Zuid-Denemarken.

## Voormalige gemeente
De oppervlakte bedroeg 74,36 km². De gemeente telde 9365 inwoners waarvan 4664 mannen en 4701 vrouwen (cijfers 2005).

## Plaats
De plaats Årslev telt 4015 inwoners (2020). Årslev ligt aan weg 167 en aan de spoorlijn Odense - Svendborg. Het station uit 1876 is nog aanwezig.